# Капітан Фракасс (фільм, 1961)
«Капіта́н Фрака́сс» (фр. Le capitaine Fracasse) — франко-італійський історико-пригодницький фільм 1961 року режисера Гаспара-Уї з Жаном Маре в головній ролі. Екранізація однойменного роману Теофіля Готьє.

## Сюжет
Франція, 17-е століття. Трупа бродячих акторів зупиняється на ночівлю у старому замку збіднілого барона де Сігоньяка (Жан Маре). Барон-гасконець має письменницький талант і тому вирішує їхати разом з акторами і писати для них п'єси. Через деякий час йому доводиться замінити померлого актора, і він виходить на підмостки у ролі комедіанта капітана Фракасса, але завжди приховує своє обличчя під маскою, щоб не бути пізнаним. Після прибуття в Париж одна з актрис, Ізабелла (Женев'єва Град), стає жертвою домагань молодого герцога Валомбреза (Жерар Барре), але її серце належить Сігоньяку. Барон вважає своїм обов'язком захистити дівчину від герцога і важко ранить його, після чого з'ясовується, що Ізабелла — сестра герцога…

## У ролях
- Жан Маре — барон Філіп де Сігоньяк / Капітан Фракасс
- Жерар Баррей — герцог Валомбрез
- Женев'єва Град — Ізабель, акторка у трупі
- Луї де Фюнес — Скапін, актор у трупі
- Філіпп Нуаре — керівник трупи
- Жан Рошфор — Малатрік, фехтувальник
- Ріккардо Гарроне — Жакмен Лампурд
- Анна-Марія Ферреро — маркіза де Брюйер
- Жак Тожа — актор у трупі
- Моріс Тейнак — маркіз де Брюйєр
- Поль Пребуа — вбитий гвардієць